# Spanische Straße

Spanische Straße

Die Spanische Straße war in der Frühen Neuzeit (v. a. im 16. und 17. Jahrhundert), in etwa von der Herrschaft Karls V. bis zum Ende des Dreißigjährigen Krieges, ein wichtiger Handelsweg, eine strategisch wichtige Strecke zwischen Oberitalien (damals burgundischer Reichskreis, dem der spanische König vorstand) und den spanischen Niederlanden. Er verlief durch die Schweizer Alpen und danach  entlang des Rheins (an der Rheinschiene) von Basel bis in die Niederlande. Wegen seiner strategischen Bedeutung versuchten die spanischen Habsburger, sich möglichst mit allen an dieser Strecke gelegenen Städten und Territorien gut zu stellen bzw. zu verbünden. Deshalb mischte sich Spanien teilweise in die inneren Angelegenheiten des Heiligen Römischen Reiches ein. Eine besonders wichtige Bedeutung als Nachschubweg für Truppen hatte er für die spanische Krone während des Achtzigjährigen Krieges mit den aufständischen Vereinigten Niederlanden.